# Hans Rudolf Stampfli
Hans Rudolf Stampfli (* 11. März 1925 in Biberist; † 10. Januar 1994) war ein Schweizer Archäozoologe.

## Leben
Hans Rudolf Stampfli wurde in Biberist als Sohn des Regierungsrats Otto Stampfli geboren. Er studierte an der Universität Basel Zoologie und wurde 1949 mit der Dissertation «Histologische Studien am Wolff’schen Körper (Mesonephros) der Vögel und über seinen Umbau zu Nebenhoden und Nebenovar» promoviert. Von 1952 bis zu seiner Pensionierung 1990 wirkte Stampfli als Biologielehrer an der Kantonsschule Solothurn. Eine Reduktion des Unterrichtspensums ermöglichte ihm eine reiche Forschungstätigkeit: Von 1961 bis 1981 war er als Osteologe für das Naturhistorische Museum Bern tätig, in den frühen 60er Jahren absolvierte er Studienaufenthalte an den Universitäten von Kiel, München sowie ein Jahr an der Yale University in New Haven (Connecticut). Von 1967 bis 1989 war Stampfli Mitglied der solothurnischen kantonalen Archäologiekommission, der er einige Zeit als Präsident vorstand. In dieser Eigenschaft begründete er die Publikationsreihe «Archäologie des Kantons Solothurn» und baute die solothurnische Kantonsarchäologie auf. Als Kommissionspräsident hatte Stampfli die Oberaufsicht über die Ausgrabung und Konservierung der Ruine Frohburg von 1973 bis 1977 unter der wissenschaftlichen Leitung von Werner Meyer.

## Werk
Stampfli veröffentlichte von 1952 bis zu seinem Tod zahlreiche Aufsätze zur Archäozoologie in wissenschaftlichen Publikationen, aber auch in Periodika wie dem Berner Tagblatt und dessen Nachfolgerin, der Berner Zeitung. 1991 publizierte er zusammen mit Jörg Schibler eine Bibliographie der archäozoologischen Literatur (erweiterte Fassung 1995 in digitaler Form). Er war auch auf biographischem und wissenschaftshistorischem Gebiet tätig, so mit dem Aufsatz «Die Geschenke des Wilhelm Fabry an die Berner Bibliothek» (1982), seiner grossen Biographie von Amanz Gressly (1986) und dem Aufsatz über den Solothurner Kantonsschullehrer Otto Möllinger, der 1869 frühpensioniert wurde, weil er sich als „Anhänger einer vernunft- und naturwissenschaftlich orientierten Religion erklärt hatte“ (1992). Die letzte, unvollendet gebliebene Arbeit widmete Stampfli der Geschichte der Bierbrauereien und Wirtshäuser der Stadt Solothurn im 19. und frühen 20. Jahrhundert.

### Veröffentlichungen (Auswahl)
- Histologische Studien am Wolff'schen Körper (Mesonephros) der Vögel und über seinen Umbau zu Nebenhoden und Nebenovar. In: Revue suisse de zoologie. Jg. 57, Nr. 6, 1990, S. 237–316 (Diss. Basel).
- Die Geschenke des Wilhelm Fabry an die Berner Bibliothek. In: Jahrbuch des Bernischen Historischen Museums. Band 61/62. Bernisches Historisches Museum, Bern 1982, S. 48–97.
- Geschichte der wissenschaftlichen Sammlungen in Solothurn. In: Mitteilungen der Naturforschenden Gesellschaft des Kantons Solothurn. Band 33. Naturforschende Gesellschaft des Kantons Solothurn, Solothurn 1988, S. 5–125.
- Hans Rudolf Stampfli, Jörg Schibler: Bibliography of archaeozoology. [Mikroform]. Seminar für Ur- und Frühgeschichte, Basel 1991 (Ergänzte Ausgabe auf Disketten 1995).
- Amanz Gressly, 1814-1865. Lebensbild eines ausserordentlichen Menschen. In: Mitteilungen der Naturforschenden Gesellschaft des Kantons Solothurn. Band 32. Naturforschende Gesellschaft des Kantons Solothurn, Solothurn 1986, S. 7–161 (Auch als Sonderdruck. Dazu erschienen: Ergänzungen und Korrekturen, 1993).
- Otto Möllinger, 1814-1886. Lehrer und Wissenschafter. In: Jahrbuch für solothurnische Geschichte. Band 65. Historischer Verein des Kantons Solothurn, Solothurn 1992, S. 5–105, doi:10.5169/seals-325117 (Auch als Sonderdruck.).
- Die Tierreste von Wasenplatz und Richtstätte. In: Schweizer Beiträge zur Kulturgeschichte und Archäologie des Mittelalters. Band 19. Schweizerischer Burgenverein, Basel 1992, S. 157–177, 277–285 (Richtstätte und Wasenplatz in Emmenbrücke (16.–19. Jahrhundert). Bd. 2).
- Die Tierknochen aus den jungsteinzeitlichen Siedlungen Egolzwil 3 und Egolzwil 4 (= Archäologische Schriften Luzern. Band 1). Kantonsarchäologie Luzern, Luzern 1992.
- Die stadtsolothurnischen Bierbrauereien und Wirtschaften des 19. und frühen 20. Jahrhunderts. Entwürfe und Belegsammlungen. Zentralbibliothek Solothurn, Solothurn 2011 (zbsolothurn.ch [PDF; 739 kB; abgerufen am 12. Dezember 2019] Postume Veröffentlichung der Entwürfe aus dem Jahr 1993).